# An Irish Goodbye
An Irish Goodbye (deutsch Ein irischer Abschied) ist ein irisch-britischer Kurzfilm von Tom Berkeley und Ross White aus dem Jahr 2022. Der Film wurde bei den Academy Awards 2023 mit einem Oscar in der Kategorie „Bester Kurzfilm“ ausgezeichnet.

## Inhalt
Im ländlichen Nordirland treffen nach dem frühen Tod ihrer Mutter die Brüder Turlough und Lorcan wieder aufeinander. Es bestand fast kein Kontakt mehr zwischen den sehr unterschiedlichen Männern. Turlough verließ Nordirland, um in England zu arbeiten. Lorcan, sein jüngerer Bruder, blieb in dem Haus der Familie in Nordirland zurück. Er hat das Down-Syndrom, eine Chromosomenanomalie. Turlough möchte den Familienbesitz, das Elternhaus der Brüder, gern verkaufen. Lorcan hingegen hat von Father O’Shea eine Liste erhalten, in der aufgeschrieben steht, was die Mutter der beiden eigentlich vor ihrem Tod alles noch so tun wollte. Über diese Liste finden die Brüder wieder näher zueinander und sind bestrebt, sie Punkt für Punkt „abzuarbeiten“, die Urne der Mutter ist bei ihren Aktivitäten stets dabei. Die Liste enthält Punkte, wie beispielsweise: „Lerne Tai Chi“, „stehe nackt Modell für einen Zeichenkurs“ und so weiter. Dem eher pflichtbewussten und ernsten Turlough tut es zur Abwechslung einmal gut, die Dinge durch die Augen seines Bruders zu sehen, was eine gewisse Leichtigkeit in sein Leben bringt. 
Natürlich gibt es unterschwellige Spannungen zwischen den Brüdern, besonders hinsichtlich Turloughs Vorhaben die Familienfarm zu verkaufen, sodass sein Bruder dann seine gewohnte Umgebung verlassen und bei der gemeinsamen Tante, die auf der anderen Seite Irlands zuhause ist, leben müsste. Father O’Shea steht den Brüdern mit seinem morbiden Humor zur Seite und entpuppt sich sozusagen als Bindeglied zwischen beiden. 
Gerade als der Geistliche kommt, um die beiden an der Farm abzuholen, geht Lorcan noch einmal zurück, um seine Jacke zu holen. In einem kurzen Gespräch erkennt Turlough, dass sich sein Bruder die Liste nur ausgedacht hat. Er ist berüht, geht nach oben und söhnt sich mit Lorcan aus. Dann will er wissen, wie der letzte Wunsch auf der Liste lautet. Nur wenig später sitzen die Brüder am Lagerfeuer und Lorcan schreibt einen letzten Wunsch auf die Liste, nämlich den, dass sein Bruder bleiben soll und sie beide beste Freunde werden.

## Dreharbeiten, Produktion, Hintergrund

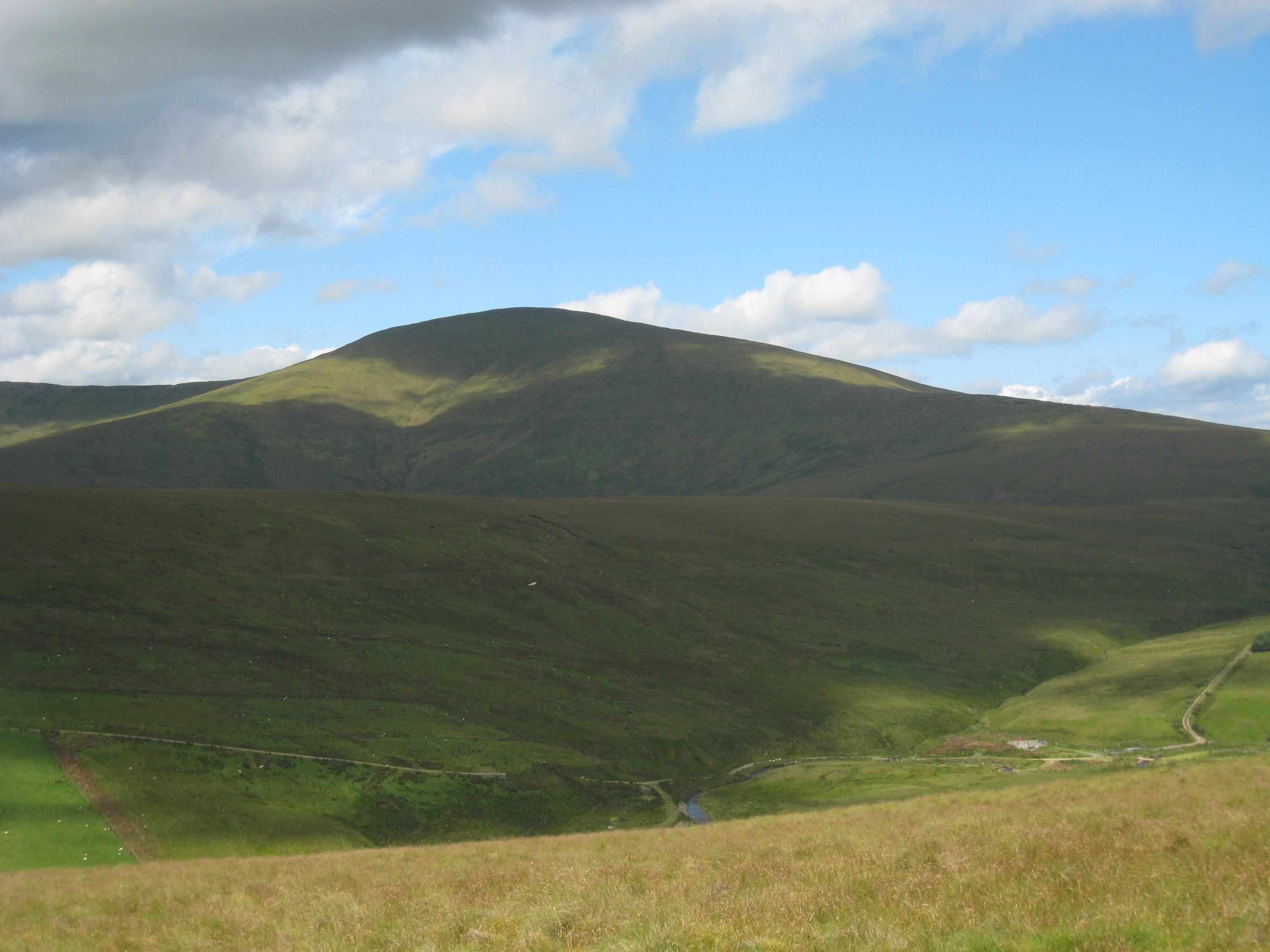
Sperrin Mountains, einer der Drehorte

Die Dreharbeiten erstreckten sich über den Zeitraum 29. April bis 3. Mai 2021. Gedreht wurde in der nordirischen Bergregion Sperrin Mountains (Magherafelt), einem Bauernhaus in Templepatrick und auf Farmland in Saintfield. Des Weiteren fanden Dreharbeiten in Londonderry in Nordirland statt.
Produziert wurde der Film von Floodlight Pictures in Zusammenarbeit mit First Flights sowie Northern Ireland und Goldfinch. Für die Öffentlichkeitsarbeit war die London Flair PR zuständig. Der Vertrieb liegt bei Network Ireland Television.
Für Tom Berkeley und Ross White stellt der Film ihre zweite Zusammenarbeit nach ihrem Breakout-Debütfilm Roy dar. Sie gründeten gemeinsam das in Belfast ansässige Unternehmen Floodlight Pictures. An Irish Goodbye war auf sehr vielen Festivals einer der vorgestellten Filme.
An Irish Goodbye ist in Irland ein Begriff dafür, wenn jemand eine Party vorzeitig verlässt, ohne sich zu verabschieden. In diesem Film ist die Mutter der beiden Brüder unerwartet von ihnen gegangen, ohne dass sie auf einen solchen Abschied vorbereitet waren.

## Rezeption

### Kritik
Alex Brannan wirft auf der Seite CineFiles Filmkritiken einen Blick auf den Film und spricht eingangs von unterschätzten Juwelen. An Irish Goodbye sei eher herzerwärmend als lustig. Der Film liefere eine effiziente Erzählung und zeige auf, wie kompliziert Verhältnisse untereinander sein könnten. Am Ende halte er nicht ganz, was man sich von ihm verspreche.
Rebecca Cherry befasste sich auf der Seite Film Carnage mit dem Film, dem sie zehn von zehn möglichen Sternen gab, und befand, eine der „Schlüsselfunktionen bei der Erstellung eines jeden Films“ sei die Ausgewogenheit. Im Fall von An Irish Goodbye leisteten Tom Berkeley und Ross White „fantastische Arbeit, indem sie sowohl eine Komödie als auch eine zutiefst emotionale Geschichte einfangen“ würden. „Verlust“ sei „eine Erfahrung“, die einen dazu bringe, „sowohl nach innen als auch in die Vergangenheit zu schauen“, und Berkeley und White fassten das „auf berührende Weise“ zusammen. Auch müsse man „den brillanten Darbietungen von James Martin und Seamus O’Hara großen Respekt zollen“. Gelobt wurde neben den großartigen Darbietungen auch das Drehbuch, die Regie und die Arbeit an der Kamera. Der Film sei „charmant, witzig, bewegend und umwerfend fotografiert“. Er verwandle eine Verlustgeschichte in etwas mit Humor und brüderlicher Liebe. Es sei „schwer zu glauben“, dass dies erst Berkeleys und Whites zweiter Kurzfilm sei, er habe „ein beeindruckendes Niveau“, sei „ästhetisch“ und es sei „ein absolutes Vergnügen“, zuzusehen, wie er sich entfalte.

### Auszeichnungen und Nominierungen
|      | Ergebnis  | Kategorie                       | Preisträger                                   | Auszeichnung                         | Festival                                    |
| 2021 | Gewonnen  | European Short Film Competition | Tom Berkeley, Ross White                      | Audience Award                       | Leuven International Short Film Festival    |
| 2021 | Nominiert | Bester Kurzfilm                 | Tom Berkeley, Ross White                      | European Competition                 | Leuven International Short Film Festival    |
| 2021 | Nominiert | Bester Kurzfilm                 | Tom Berkeley, Ross White                      | Golden Punt Audience Award           | Cambridge Film Festival                     |
| 2021 | Nominiert | Bester britischer Kurzfilm      | Tom Berkeley, Ross White                      | Awardanwärter                        | Leeds International Film Festival           |
| 2022 | Gewonnen  | Bester Kurzfilm                 | Tom Berkeley, Ross White, Floodlight Pictures | Short Film Award                     | The British Short Film Awards               |
| 2022 | Gewonnen  | Gewinner der Jury               | Tom Berkeley, Ross White, Floodlight Pictures | Jury Award                           | The British Short Film Awards               |
| 2022 | Gewonnen  | Bester irischer Kurzfilm        | Tom Berkeley, Ross White                      | Best Irish Short Film                | Still Voices Short Film Festival            |
| 2022 | Nominiert | Bester Live Action Kurzfilm     | Tom Berkeley, Ross White                      | Bruce Corwin Award                   | Santa Barbara International Film Festival   |
| 2022 | Gewonnen  | Artistic Director’s Award       | Tom Berkeley, Ross White                      | Festival Award                       | San Diego International Film Festival       |
| 2022 | Nominiert | Bester Kurzfilm                 | Tom Berkeley, Ross White                      | International Short Film Competition | PÖFF Shorts                                 |
| 2022 | Nominiert | Bester Kurzfilm international   | Tom Berkeley, Ross White                      | Odense Award                         | Odense International Film Festival          |
| 2022 | Gewonnen  | Bester britischer Film          | Tom Berkeley, Ross White                      | Short Film Award                     | Norwich Film Festival, UK                   |
| 2022 | Gewonnen  | Bester Kurzfilm (Drama)         | Tom Berkeley, Ross White                      | Festival Award                       | Irish Film Festa                            |
| 2022 | Gewonnen  | Beste Komödie                   | Tom Berkeley, Ross White                      | Audience Choice Award                | Indy Shorts International Film Festival     |
| 2022 | Gewonnen  | Beste Komödie                   | Tom Berkeley, Ross White                      | Comedy Award                         | Indy Shorts International Film Festival     |
| 2022 | Nominiert | Bester internationaler Kurzfilm | Tom Berkeley, Ross White                      | Preis der Jury                       | In the Palace Intern. Short Film Festival   |
| 2022 | Nominiert | Bester Kurzfilm/Fiction         | Tom Berkeley, Ross White                      | Silver Lynx                          | FEST New Directors/New Films Festival       |
| 2022 | Gewonnen  | Craghoppers Filmpreis           | Tom Berkeley, Ross White                      | Award Craghoppers                    | Disdover Film London Festival               |
| 2022 | Gewonnen  | Bester Kurzfilm                 | Tom Berkeley, Ross White                      | Festival Prize                       | Chicago Irish Film Festival                 |
| 2022 | Nominiert | Bester Kurzfilm                 | Tom Berkeley, Ross White                      | Jury Award                           | Brisbane International Film Festival        |
| 2022 | Gewonnen  | Let’s Include Competition       | Tom Berkeley, Ross White                      | Prize                                | Bengaluru International Short Film Festival |
| 2022 | Nominiert | Bester Kurzfilm                 | Tom Berkeley, Ross White                      | Intern. Competition                  | Bengaluru International Short Film Festival |
| 2022 | Nominiert | Narrativer Kurzfilm             | Tom Berkeley, Ross White                      | Jury Award                           | Austin Film Festival                        |
| 2023 | Gewonnen  | Bester britischer Kurzfilm      | Tom Berkeley, Ross White                      | BAFTA Film Award                     | BAFTA Awards                                |
| 2023 | Gewonnen  | Bester Kurzfilm                 | Tom Berkeley, Ross White                      | Oscar                                | Academy Awards, USA                         |